# Bassus macronura
Bassus macronura är en stekelart som först beskrevs av Szepligeti 1914.  Bassus macronura ingår i släktet Bassus och familjen bracksteklar. Inga underarter finns listade.